# Cantone di Tain-l'Hermitage
Il Cantone di Tain-l'Hermitage è un cantone della Francia dell'arrondissement di Valence.
A seguito della riforma approvata con decreto del 20 febbraio 2014, che ha avuto attuazione dopo le elezioni dipartimentali del 2015, è passato da 14 a 15 comuni.

## Composizione
I 14 comuni facenti parte prima della riforma del 2014 erano:
- Beaumont-Monteux
- Chanos-Curson
- Chantemerle-les-Blés
- Crozes-Hermitage
- Érôme
- Gervans
- Granges-les-Beaumont
- La Roche-de-Glun
- Larnage
- Mercurol
- Pont-de-l'Isère
- Serves-sur-Rhône
- Tain-l'Hermitage
- Veaunes

Dal 2015 i comuni appartenenti al cantone sono diventati 15, tornati poi a 14 dal 1º gennaio 2016 per la fusione dei comuni di Mercurol e Veaunes nel nuovo comune di Mercurol-Veaunes:
- Beaumont-Monteux
- Chanos-Curson
- Chantemerle-les-Blés
- Châteauneuf-sur-Isère
- Crozes-Hermitage
- Érôme
- Gervans
- Granges-les-Beaumont
- Larnage
- Mercurol-Veaunes
- Pont-de-l'Isère
- La Roche-de-Glun
- Serves-sur-Rhône
- Tain-l'Hermitage